# 본 네뷸라
본 네뷸라는 히어로 팩토리의 등장인물이자 악역이다.
범죄자 중 한 명으로 지목된 인물이다.

## 행적
2화에선 히어로였을 때의 모습으로 첫 등장한다.
3화에서 지금의 모습으로 등장한다.
4화에서 스토머가 블랙홀을 바라볼 때 등장한다. 스토머가 퓨노와 함께 블랙홀 속을 기어오르는 중에 블랙홀을 뚫고 나타난다. 스토머에게 '본 나부랭이'로도 불렸다. 퓨노가 물질 분해기를 블랙홀 끝으로 던져서 블랙홀이 점점 파괴되고, 스토머에게 지팡이를 빼앗기고 자신의 지팡이에 빨려들어가 버린다. 그 후 지팡이 채로 감옥에 갇힌다.
8화에서 각성한 볼틱스에 의해 뿜어져 나온다. 이 상태로 블랙홀 지팡이를 파괴하며 악당들을 모두 탈옥시킨다.

## 정체
스토머와 같은 히어로였다고 한다. 히어로일 때 이름은 본 네스였었다.

## 완구
퀄리티가 매우 좋으며, 지팡이도 완벽하게 잘 만들어졌다.

## 기타
히어로였을 당시 유일하게 악역으로 타락한 선역이다.